# Parálion Ástros
Parálion Ástros är en ort i Grekland.   Den ligger i prefekturen Arkadien och regionen Peloponnesos, i den södra delen av landet, 100 km sydväst om huvudstaden Aten. Parálion Ástros ligger 5 meter över havet och antalet invånare är 827.
Terrängen runt Parálion Ástros är kuperad västerut, men åt sydost är den platt. Havet är nära Parálion Ástros åt nordost.  Närmaste större samhälle är Nafplion, 17,5 km norr om Parálion Ástros. 